# Florian Weber (Politiker, 1981)
Florian Weber (* 8. Februar 1981, heimatberechtigt in Zug) ist ein Schweizer Politiker (FDP). Er ist seit 2019 Regierungsrat des Kantons Zug.

## Biografie
Nach einer Grundausbildung als Elektromonteur bildete sich Florian Weber weiter zum Telematiker aus. Danach studierte er von 2012 bis 2016 Wirtschaftsinformatik an der Hochschule Luzern und schloss mit dem Bachelor ab. 2013 gründete er ein Unternehmen im Bereich Informationstechnik und Telekommunikation, welches er bis 2018 führte. Florian Weber wohnt in Walchwil und ist ledig.

## Politik
Von 2011 bis 2018 war Weber im Zuger Kantonsrat und dabei Fraktionschef und Mitglied diverser Kommissionen, unter anderem der kantonalen Kommission für Raumplanung und Tiefbau. Seit 2003 ist er im Vorstand der FDP Walchwil, seit 2016 präsidiert er diese und seit 2017 ist Weber Mitglied der Geschäftsleitung der FDP des Kantons Zug. Im Januar 2019 übernahm er als neu gewählter Regierungsrat die Führung der Baudirektion des Kantons Zug und löste den nicht mehr zur Wahl angetretenen Urs Hürlimann ab.